# Södra Nederländerna

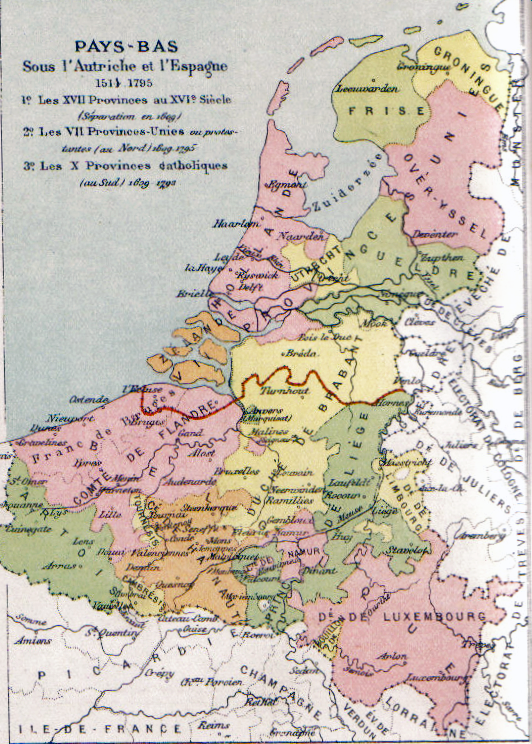
regionen Nederländerna

Södra Nederländerna eller Katolska Nederländerna, var den del av regionen Nederländerna som kontrollerades av Spanien (1556–1714) ("Spanska Nederländerna"), senare Österrike (1714–1794) ("Österrikiska Nederländerna"), och därefter annekterades av Frankrike (1794–1815). 1815 återförenades området med de nederländska provinserna i Kungariket Förenade Nederländerna, för att uppgå i Belgien när detta blev självständigt under 1830-talet. Regionen bestod främst av det som senare kom att bli Belgien.